# Dysphania melleata
Dysphania melleata är en fjärilsart som beskrevs av W. Warren 1902. Dysphania melleata ingår i släktet Dysphania och familjen mätare. Inga underarter finns listade i Catalogue of Life.